# Bataille de Lambach
Troisième Coalition
Batailles
Batailles navales
- Rocher du Diamant (1805)
- Cap Finisterre (1805)
- îles Chausey (1805)
- Trafalgar (1805)
- Cap Ortegal (1805)

Campagne d'Allemagne (1805) : opérations en Bavière - Autriche - Moravie
- Donauwörth
- Wertingen
- Günzburg
- Haslach-Jungingen
- Memmingen
- Elchingen
- Nerenstetten
- Neresheim
- Ulm
- Ried
- Lambach
- Bodenbichl
- Steyr
- Amstetten
- Mariazell
- Dürenstein
- Hollabrunn (Schöngrabern)
- Wischau
- Austerlitz

Campagne d'Italie (1805) : Opérations en Italie du Nord
- Vérone
- Caldiero
- Forano
- Castelfranco Veneto

Invasion de Naples (1806)
- Gaète
- Campo Tenese
- Maida
- Lauria
- Maratea
- Amantea
- Mileto

Cet engagement près de Lambach a opposé le 31 octobre 1805, au cours de la campagne de 1805, des troupes françaises commandées par le maréchal Louis Nicolas Davout et des troupes russes et autrichiennes. L'engagement s'est soldé par la victoire des troupes françaises.
Ont participé à cet engagement les 17e régiment d'infanterie ainsi que le 30e régiment d'infanterie de ligne français. L'avant garde de l'armée Russe a affronté le troisième corps d'armée français.